# Kolutna spojka
Kolutna spojka zapravo je dotjeranija vrsta prirubne spojke (spojke od jednostavnih prirubnica, koje su nakovane ili zavarene na vratila). Slično kao i kod prirubnih spojki, dva glavna dijela kolutne spojke ugrađuju se na vratila prešanjem ili toplim navlačenjem. Osim toga osiguravaju se klinovima. Uložak među glavnim dijelovima ovih spojka služi za centriranje. Uložak je dvodijelan u slučajevima kad je potrebno ugraditi (montirati) spoj bez uzdužnog (aksijalnog) pomicanja vratila ili kad je potrebno njegovo povremeno rastavljanje. U izvedbama bez uloška za centriranje posebno se oblikuju dosjedne površine glavnih dijelova spojke. Kod prijenosa momenta vrtnje konstantne veličine, sila trenja potrebna za spoj stvara se stezanjem spojnim vijcima. Pri udarnim opterećenjima primjenjuju se dosjedni vijci, odnosno vijci sa stožastim svornjakom. Vlačna sila koja djeluje u jednom vijku ove spojke pri prijenosu momenta trenjem, mjerodavna za njegov proračun jest:
{\displaystyle F={\frac {2\cdot M_{o\,max}}{D_{m}\cdot z\cdot \mu }}}
gdje je: Dm - promjer kruga rupa za vijke, z - njihov broj, a μ - koeficijent trenja na dosjednim površinama dijelova spojke. U slučajevima kad dolazi do prijenosa momenta opterećenjem vijaka na smik, treba uzeti u obzir silu koja uzrokuje to naprezanje. 
Kolutne spojke za promjere vratila do 160 mm imaju na kraju vratila dva koluta od sivog lijeva povezana perima, a međusobno su povezani dosjednim vijcima. One se mogu upotrebljavati kod nejednakih promjera vratila, a odlikuju se malim ugradbenim mjerama. Spajanje i rastavljanje (montaža i demontaža) moguća je samo ako se vratila odmaknu. Koluti imaju nastavke za centriranje ili ako su koluti jednaki, dvodjelne uložne ploče za centriranje. Demontažom ploče može se vratilo izdići. Dosjednim vijcima prenosi se okretni moment oblikom i silom. Prsteni se vežu za krajeve vratila perima ili se toplo navlače. Prirubne spojke su one kod kojih su krajevi vratila raskovani u obliku prirubnice. Postoje i školjkaste spojke.

## Elastične kolutne spojke
Elastične kolutne spojke ili spojke s gumenim prstenima slične su konstrukcije kao i krute kolutne spojke. Od tih drugih razlikuju se time što su njihovi spojevi učinjeni elastičnim s pomoću uložaka od elastičnih materijala (najčešće gume, plastičnih masa i kože). Spojku čine svorni vijci i na njima nataknuti gumeni prsteni, koji se djelovanjem okretnog momenta poprečno (radijalno) deformiraju. Spojka ima progresivnu karakteristiku pa djeluje prigušno. Zbog njene velike elastičnosti može se računati s gotovo ravnomjernom podjelom sile na sve gumene prstene. Izrađuju se za okretne momente do 10 000 Nm. 
Jedna takva spojka ima kao uložak silentloc, navulkaniziranu gumu između dviju metalnih čahura. Uz prigušno djelovanje ta spojka omogućava i pomake vratila u spoju u svim smjerovima. Često se koristi za spajanje vratila elektromotora s kojim pasivnim strojem.